# LXXXVII Korpus Armijny (III Rzesza)
LXXXVII Korpus Armijny (niem. LXXXVII. Armeekorps) – jeden z niemieckich korpusów armijnych, ostatecznie przemianowany na Armię Liguryjską.  
Utworzony 5 listopada 1942 roku w okupowanej Francji. W marcu następnego roku przeformowany w Zgrupowanie Armijne von Zangen stacjonujące w północnych Włoszech. Należał do Grupy Armii B i składał się z 76 DP i 94 DP. Przemianowanie na Armię Liguryjską miało miejsce w sierpniu 1944 roku. 

## Dowódcy korpusu
- gen. Erich Marcks[3]
- gen. Gustav-Adolf von Zangen[2]

## Struktura organizacyjna
Skład w listopadzie 1942 roku
- 161 Dywizja Piechoty
- 343 Dywizja Piechoty
- 709 Dywizja Piechoty

Skład w lipcu 1943 roku (jako Zgrupowanie Armijne von Zangen)
- 343 Dywizja Piechoty
- 346 Dywizja Piechoty